# Return to Frogtown
Return to Frogtown (conosciuto anche come Frogtown II) è un film di fantascienza del regista Donald G. Jackson uscito nel 1993. La pellicola è il seguito di Apocalisse a Frogtown - La città delle rane del 1988 e ha avuto un seguito, Max Hell Frog Warrior (2002).

## Trama
In un futuro post-apocalittico una razza di rane mutanti è in guerra con gli uomini. Le rane catturano uno scienziato per costringerlo a sviluppare un siero che trasforma le persone in anfibi e rapiscono il ranger John Jones per testare su di lui la nuova invenzione. Sam Hell, il protagonista del film, parte per la città delle rane col compito di salvarli.

## Produzione

### Cast
I personaggi principali del film rimangono gli stessi della pellicola precedente, cambiano invece gli attori che li interpretano. Il ruolo del protagonista Sam Hell è affidato a Robert Z'Dar in sostituzione di Roddy Piper che lo interpretò nel primo film della serie, mentre il ruolo femminile principale passa da Sandahl Bergman a Denice Duff.

## Sequel
Nel 1996 venne girato da Donald G. Jackson e Scott Shaw il terzo capitolo della saga di Frogtown, originariamente intitolato Toad Warrior, non venne pubblicato sino al 2002 quando uscì col nuovo titolo di Max Hell Frog Warrior.